# Albert Deborgies
Albert Deborgies, född 6 juli 1902 i Tourcoing, död 6 juni 1984 i Charleville-Mézières, var en fransk vattenpolospelare. Deborgies ingick i Frankrikes landslag vid olympiska sommarspelen 1924. Frankrike tog OS-guld i herrarnas vattenpolo på hemmaplan i Paris.